# Maryse Gargour
Maryse Gargour (nacida en Jaffa) es una cineasta y periodista palestina.

## Biografía
Gargour se graduó en el Institut français de presse. Más adelante obtuvo un doctorado en ciencias de la información en la Universidad de París II. Se ha desempeñado como periodista de radio y televisión en Beirut y ha trabajado con el Consejo Internacional de Cine y Televisión de la Unesco en París. Activa en el mundo del cine documental, su primera película, Une Palestinienne face à la Palestine, fue estrenada en 1988. A partir de entonces ha dirigido cerca de seis documentales basada en la situación política y social de Palestina.

## Filmografía
- 1988 : Une Palestinienne face à la Palestine
- 1998 : Jaffa la mienne
- 1999 : Loin de Falastine
- 2001 : Le pays de Blanche
- 2007 : La Terre parle arabe[3][4]
- 2013 : A la rencontre d'un pays perdu